# Heliothis viriplaca
Heliothis viriplaca là một loài bướm đêm trong họ Noctuidae.

## Hình ảnh

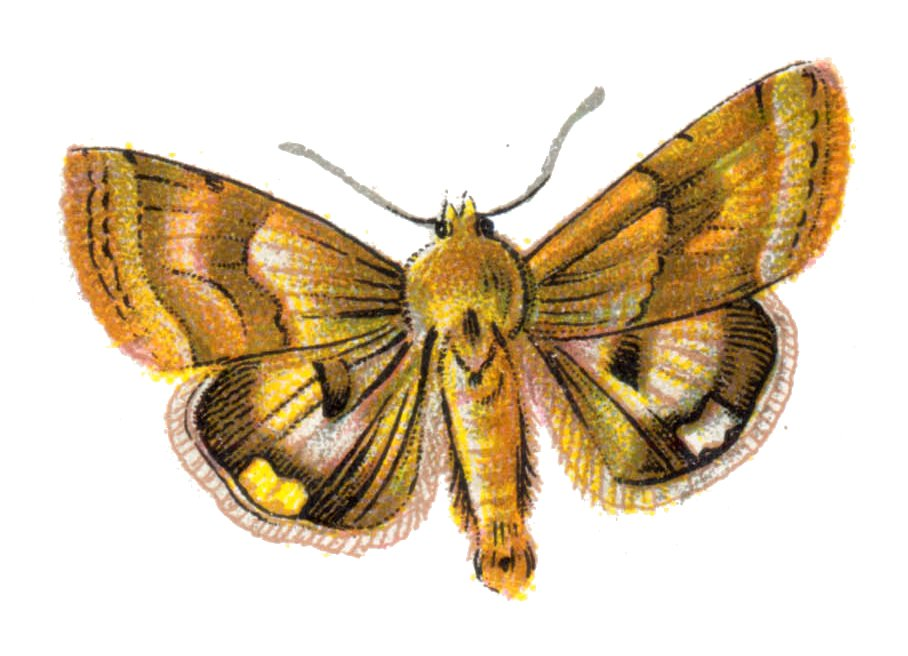
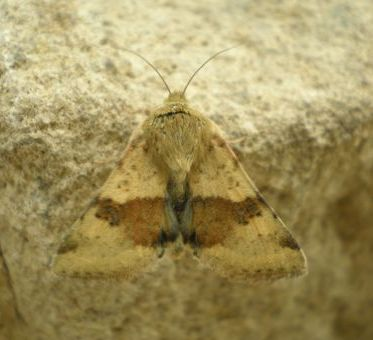
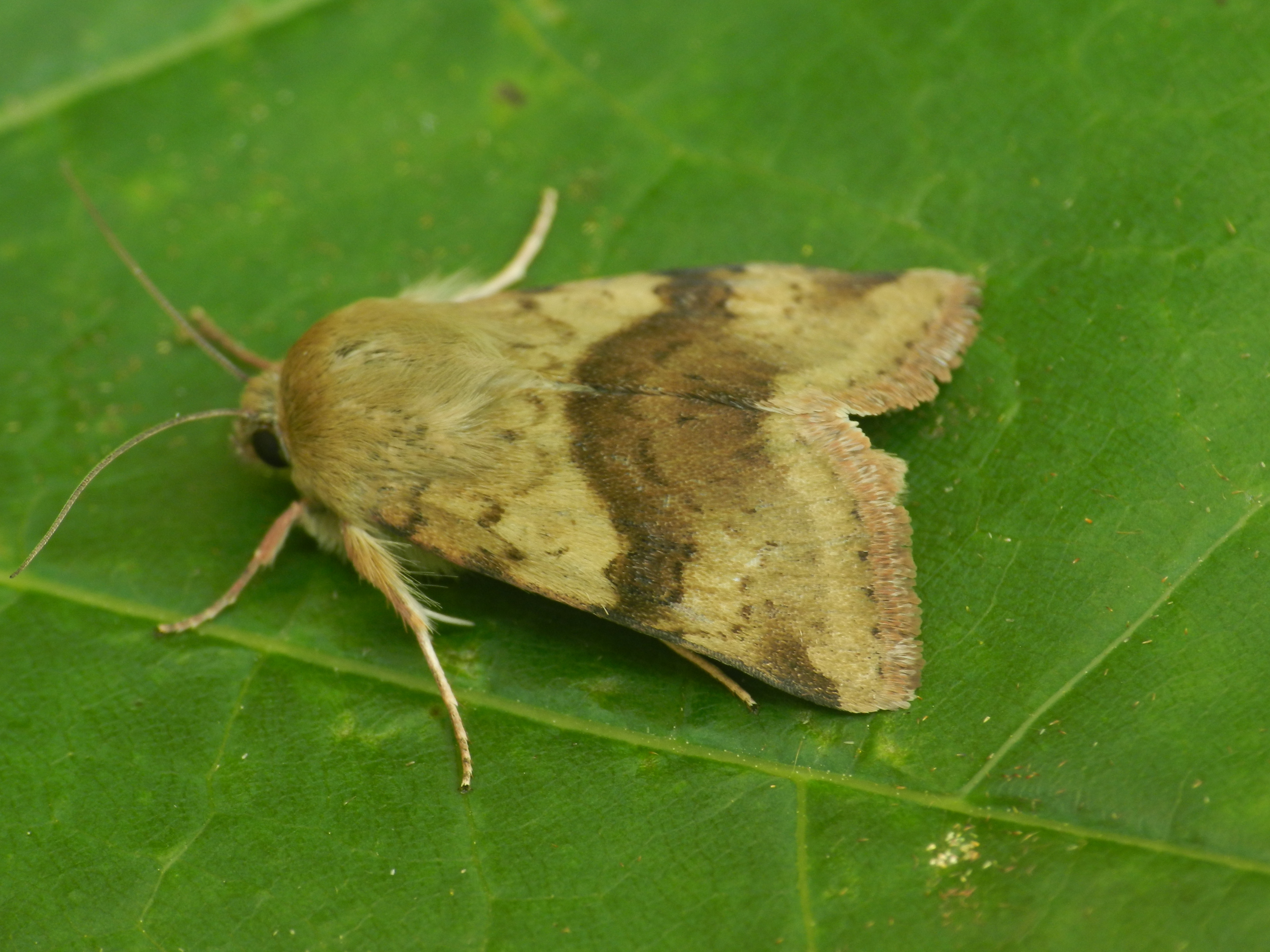
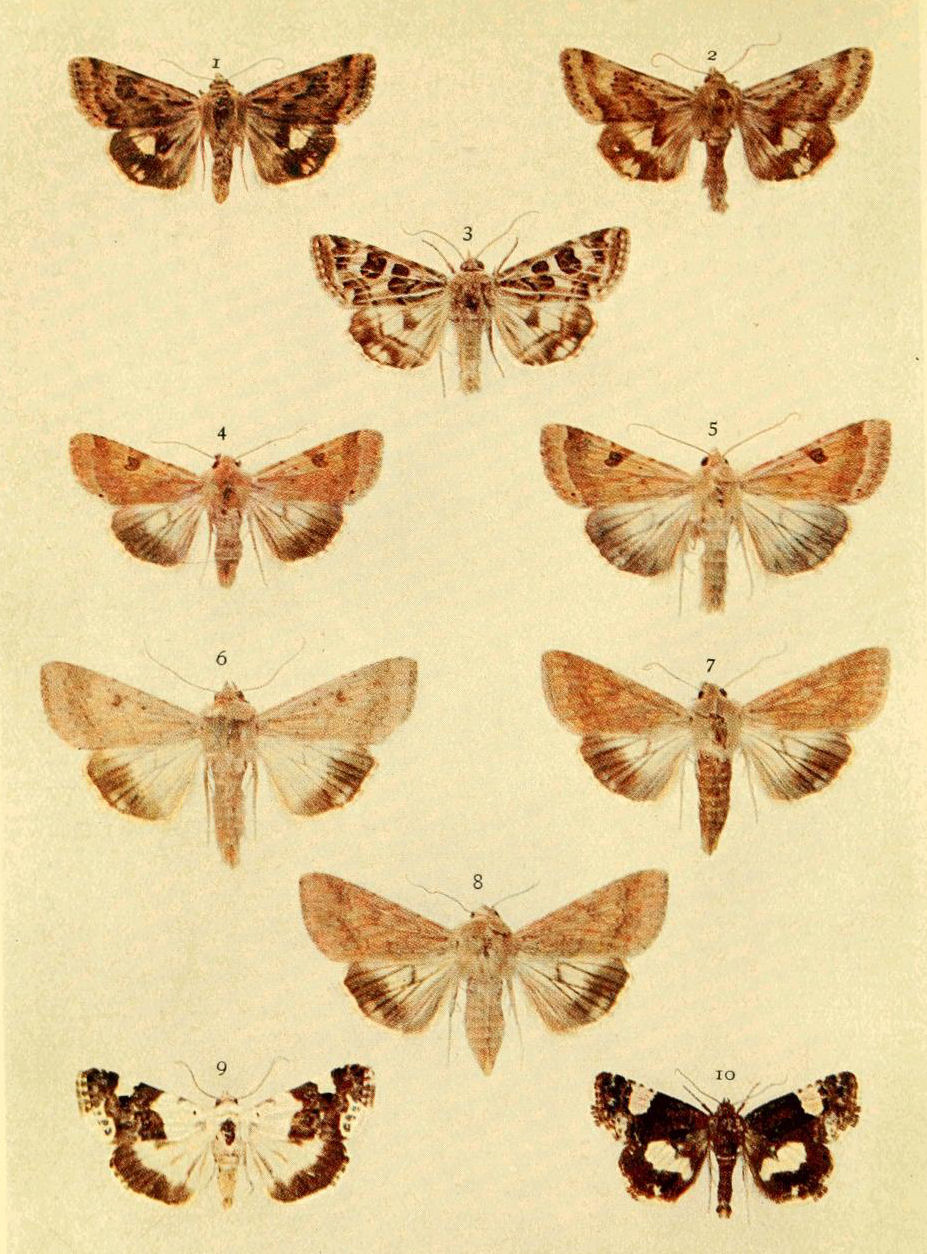